# Alpincenter Bottrop

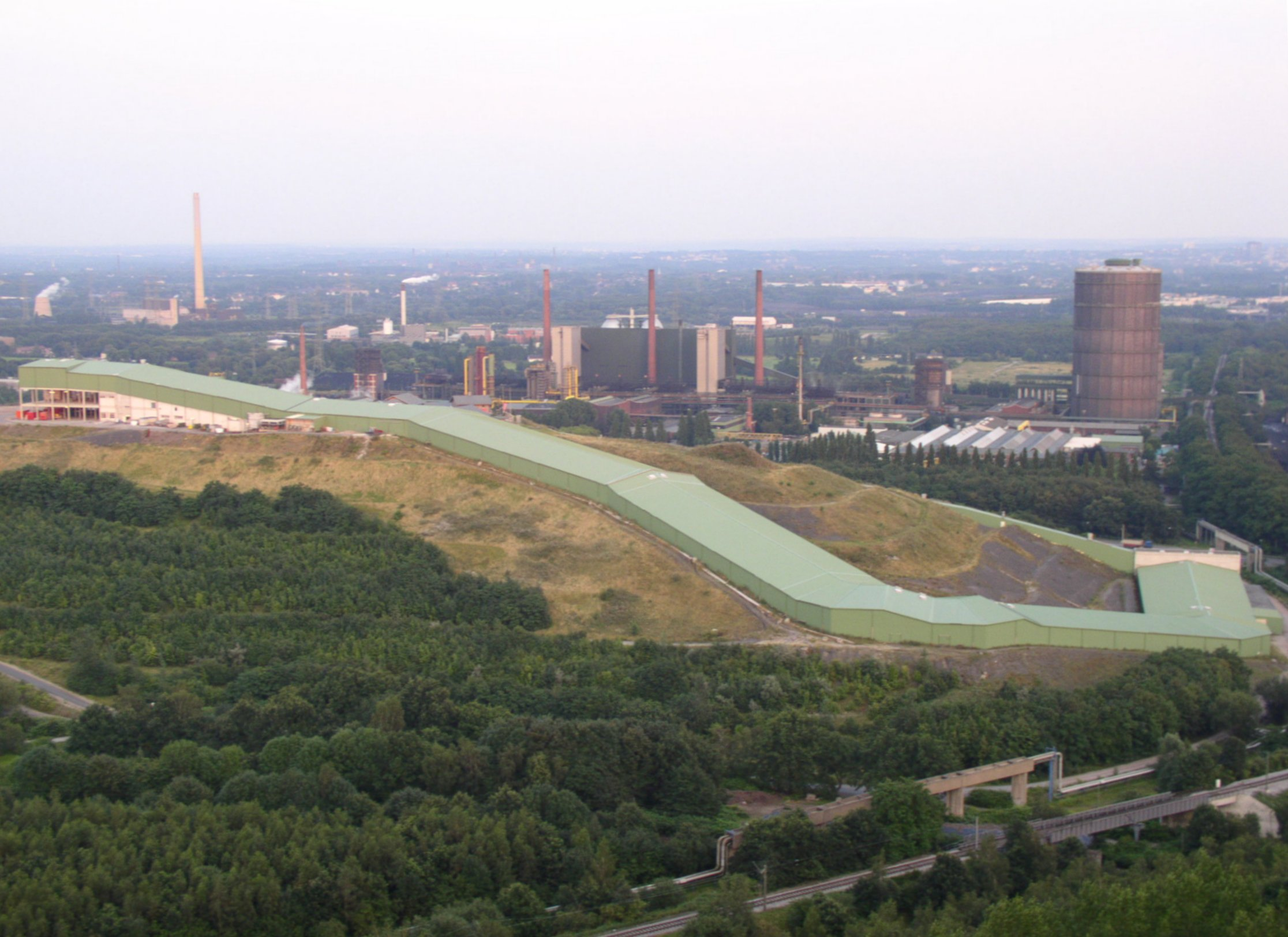
Het alpincenter van bovenaf

Het alpincenter is een indoorskibaan in de Duitse stad Bottrop. De skihal werd geopend op 7 januari 2001, en claimde bij opening de langste skihal te zijn van de wereld met een lengte van 640 meter, en een breedte van 30 meter. Dit is echter niet de werkelijke lengte van de piste, maar de lengte van een gemiddeld afdalingspad. De werkelijke lengte ligt op ongeveer 564 meter.

## Feiten
- Op 3 augustus 2000 werd begonnen met de bouw van het complex, dat in totaal ongeveer 50 miljoen euro heeft gekost.
- De skihal werd gebouwd op initiatief van meervoudig wereld, wereldbeker -en Olympisch kampioen skiën Marc Girardelli.
- Tussen de opening van de hal en begin 2007 zijn er ruim 2.275.000 bezoekers geweest.
- Het dak van de skihal is bedekt met zonnepanelen, waarmee jaarlijks bijna twee miljoen kilogram aan CO2-uitstoot wordt bespaard.[bron?]